# Visor eletrônico
Um visor eletrônico (EVF) é um visor miniatura que recebe uma projeção eletrônica da imagem captada pela lente, auxiliando no enquadramento da cena a ser fotografada.
A imagem neste visor é usada para ajudar a apontar a câmera para a cena a ser fotografada. Ela difere de uma tela live preview em ser menor e sombreada da luz ambiente.
O sensor registra a visualização através da lente, a visualização é processada e finalmente projetada em uma exibição em miniatura que pode ser visualizada através da ocular. Visores eletrônicos são usados em câmeras digitais e câmeras de vídeo.
Algumas câmeras (como Panasonic, Sony, Fujifilm) possuem um sensor automático de olho que muda a tela da tela para EVF quando o visor está perto do olho. Câmeras mais modestas usam um botão para alternar a exibição. Alguns não têm botão algum.

## Operação
O sensor registra a visão através da lente, a visão é processada, e, finalmente, projetada em uma tela em miniatura, que é visível através da ocular. Visores eletrônicos digitais de câmeras fotográficas são muito semelhantes às de câmeras de vídeo.